# Нововасилевка (Бериславский район)
Нововасилевка (укр. Нововасилівка) — село в Великоалександровской поселковой общине Бериславского района Херсонской области Украины.
Почтовый индекс — 74150. Телефонный код — 5532. Код КОАТУУ — 6520984503.

## Население
Население по переписи 2001 года составляло 121 человек.

### Языковой состав
Родной язык населения по данным переписи 2001 года:
| Язык       | Численность, чел. | Доля     |
| ---------- | ----------------- | -------- |
| Украинский | 119               | 98,35 %  |
| Русский    | 2                 | 1,65 %   |
| Итого      | 121               | 100,00 % |

## Местный совет
74150, Херсонская обл., Великоалександровский р-н, с. Трифоновка, ул. Мира, 27